# Leave the World Behind (phim)
Leave the World Behind  là một bộ phim kinh dị tâm lý về chủ đề ngày tận thế của Mỹ năm 2023, do Sam Esmail viết kịch bản và đạo diễn. Phim dựa trên cuốn tiểu thuyết năm 2020 của Rumaan Alam. Phim có sự tham gia của Julia Roberts, Mahershala Ali, Ethan Hawke, Myha'la và Kevin Bacon/
Leave the World Behind đã có buổi ra mắt tại AFI Fest vào ngày 25 tháng 10 năm 2023. Phim được phát hành giới hạn tại một số rạp chọn lọc vào ngày 22 tháng 11 năm 2023, trước khi được Netflix phát hành trực tuyến vào ngày 8 tháng 12 năm 2023.

## Sản xuất

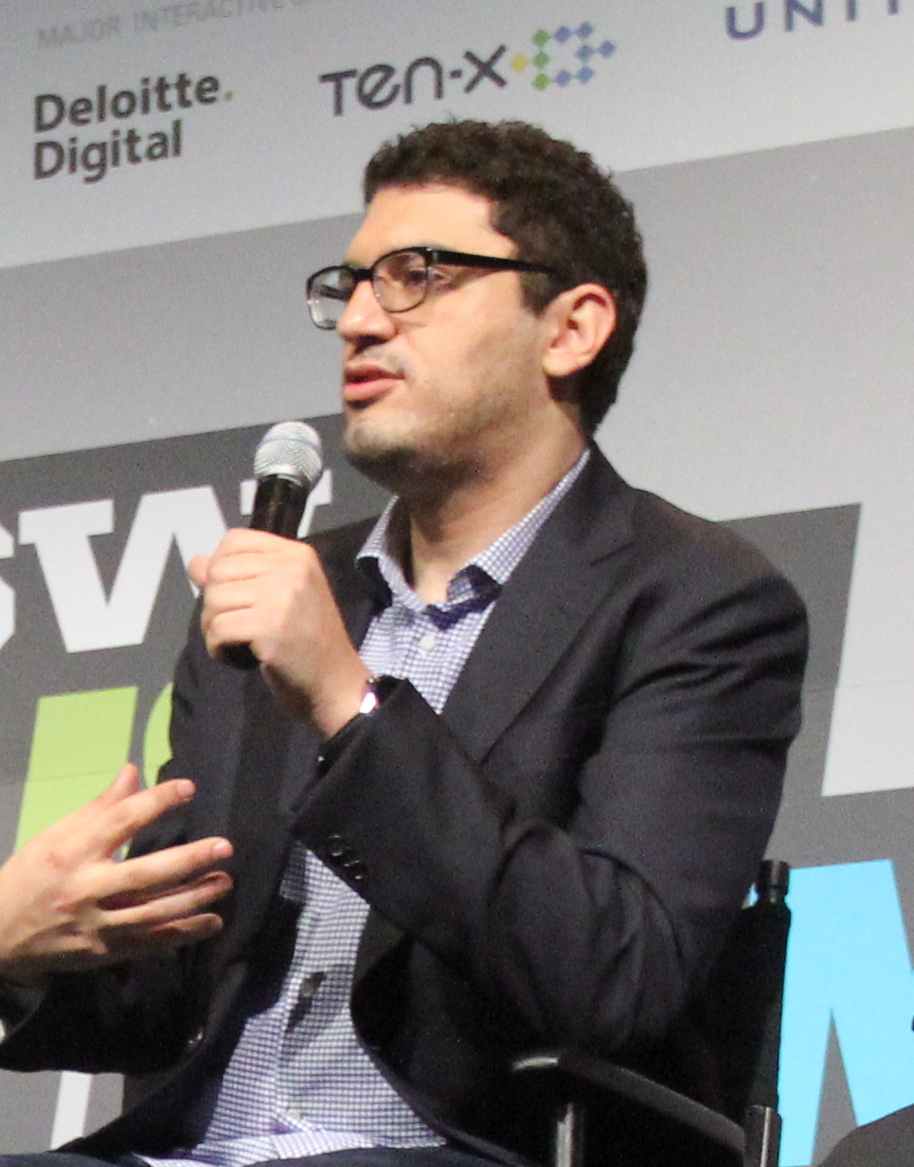
Biên kịch/đạo diễn Sam Esmail